# Daisuke Tonoike
Daisuke Tonoike (jap. 外池 大亮 Tonoike Daisuke; ur. 29 stycznia 1975) – japoński piłkarz występujący na pozycji napastnika.

## Kariera klubowa
Od 1997 do 2007 roku występował w klubach Shonan Bellmare, Yokohama F. Marinos, Omiya Ardija, Ventforet Kofu, Sanfrecce Hiroszima i Montedio Yamagata.